# Нишу Дулу хан
Нишу Дулу хан, Гяна-шад (кит. упр. 阿史那泥孰, пиньинь ashinanishu, палл. Ашина Нишу — личное имя, тронное имя кит. упр. 咄陆可汗, пиньинь duolukehan, палл. Долу кэхань, получил титул кит. упр. 吞阿娄拔奚利邲咄陆可汗, пиньинь tun'aloubaxilibiduolukehan, палл. Туньалоубасилибидолу кэхань) — каган Западно-тюркского каганата с 633 года по 634 год. Ставленник племени нушиби. Бежал от Сы-Джабгу в Карашар, по возвращении был провозглашён каганом.

## Правление
Был сыном Бага-шада, пятого сына Янг-Соух-тегина — Савэ-хана, ходившего походом в Персию. В 603 Иль-тегин Буюрук погиб и Нишу Дулу стал правителем богатого Пайкенда.
Видимо Нишу Дулу встречался с Тан Тай-цзуном, когда был в Китае. Точно известно, что Бага-шад побратался с Ли Шиминем.
Как только Нишу Дулу принял власть он отправил посла в Китай и формально отказался от власти. Ли Шиминь отправил Лю Шаньиня, который вручил кагану знамя и грамоту, где сообщалось, что император признаёт его каганом. Также тюрки получили музыкальные инструменты и шёлк. Вскоре каган заболел и умер.